# Men at Work (película)
Men at Work (también conocida en español como Dos chalados y un fiambre) es una película estadounidense de 1990. Es una comedia de acción escrita, dirigida y protagonizada por Emilio Estévez y su hermano Charlie Sheen.

## Argumento
Carl Taylor y James St. James son un par de revoltosos basureros que sueñan con montar una tienda de surf. Descubren una operación ilegal de vertido de desechos tóxicos en su ciudad, Las Playas. La película comienza con ambos recogiendo de basura como lo hacen normalmente, arrojando botes de basura en la calle y haciendo ruido; molestando a los vecinos. Un par de policías locales les molestan con frecuencia, pero Carl y James parece que se han acostumbrado a este trato.
Después del trabajo, espían a una mujer que vive enfrente con un telescopio, pero descubren que está siendo maltratada por un hombre que está con ella. Decididos a hacer lo correcto, él y James se esconden y se ríen. Poco después, el hombre - un político local, candidato a la alcaldía, llamado Jack Berger - es estrangulado y se lo encuentran al día siguiente Carl y James en un llamativo tonel amarillo.  Deciden deshacerse del cuerpo, lo que les podría implicar, ya que le habían disparado antes y los policías no creerían su versión.
Carl y James piden consejo al veterinario veterano de la guerra de Vietnam Louis Fedders, que les ayuda a esconder el cuerpo. Carl va a preguntar a Susan Wilkins, la mujer con quien vieron a Berger la noche anterior. Louis agrava la situación cuando se secuestra a un repartidor de pizzas que le ve con el cadáver.
James, Louis, y el repartidor de pizza dejan el apartamento y siguen a Carl y Susan, pero son detenidos por la policía antes. Luis, sin embargo, utilizan la escopeta de aire comprimido para salir del paso. Mientras tanto, Carl y Susan son descubiertos por los sicarios que habían matado a Berger. La pareja finalmente son metidos en toneles para ser eliminados en un lago que sirve como vertedero ilegal de residuos tóxicos por un empresario local, Maxwell Potterdam III, que era también el hombre que había mandad matar a Berger.
Carl y Susan consiguen escapar de los barriles y reunirse con los demás. El grupo combate a los trabajadores de los desechos tóxicos y derrota a Potterdam.

## Reparto
- Charlie Sheen – Carl Taylor
- Emilio Estévez – James St. James
- Keith David – Louis Fedders
- Leslie Hope – Susan Wilkins
- Dean Cameron – Repartidor de pizza
- John Getz – Maxwell Potterdam III
- Hawk Wolinski – Biff
- John Lavachielli – Mario
- Geoffrey Blake – Frost
- Cameron Dye – Luzinski
- John Putch – Mike
- Tommy Hinkley – Jake
- Darrell Larson – Jack Berger
- Sy Richardson – Walt Richarson
- Troy Evans – Capitán Dalton
- Jim "Poorman" Trenton – Narrador

## Producción
El guion original fue titulado Clear Intent y pensado para iniciar otro Packer Brat junto a Estévez. La mayoría de la película fue rodada en Redondo Beach y Hermosa Beach, en California.

## Música
Men at Work (Rhino/Wea, 18 de julio de 1990)
1. "Wear You to the Ball" - UB40
2. "Super Cool" - Sly & Robbie
3. "Big Pink House" - Tyrants in Therapy
4. "Feeling Good" - Pressure Drop
5. "Back to Back" - Blood Brothers
6. "Take Heed" - Black Uhuru
7. "Here and Beyond" - Sly & Robbie
8. "Truthful" - Blood Brothers
9. "Reggae Ambassador" - Third World
10. "Give a Little Love" - Ziggy Marley & the Melody Makers
11. "Playas Dawn" - Stewart Copeland
12. "Pink Panther No. 23" - Stewart Copeland

## Recepción
La película no fue bien recibida por la crítica, obteniendo  una calificación de sólo el 35% en Rotten Tomatoes. Teniendo en cuenta que su presupuesto de producción era reducido, a la película le fue bien en los cines, recaudando 16.247.964 dólares, 3.184.311 de ellos en la primera semana.